# CS/LS3型冲锋枪
CS/LS3型冲锋枪是一款由中国重庆市的建设工业（集团）总公司所研制、中国兵器装备集团所生产的9毫米口徑冲锋枪，是HK MP5冲锋枪的中国未授權仿製版本之一（另一款是NR-08衝鋒槍）。CS/LS3型冲锋枪的设计是发射9×19毫米口徑手枪子彈，其中包括9×19公釐帕拉貝倫彈。但是由於在中国製造的關係，也可以发射贯穿力更强的DAP92式9毫米普通彈。

## 歷史
德国HK MP5冲锋枪是世界很多国家反恐和特种部队的首选武器，其以可靠性好、射击精度高、综合性能上佳等优异特性闻名于世。中国建设工业（集团）总公司军工部门自2009年3月开始，仿製德国MP5A4型和A5型冲锋枪；2010年6月，完成外贸设计定型，并将其命名为CS/LS3型9毫米冲锋枪，并自2011年开始出口到许多第三世界国家。

## 設計細節
CS/LS3型冲锋枪与德国HK MP5A4／A5冲锋枪的总体结构相似，采用滚柱闭锁机构，半自由枪机式自动方式，击锤回转式击发方式。
与中国另一款HK MP5冲锋枪的山寨版本——NR-08相似的是，CS/LS3具有固定式槍托或伸缩式枪托两个版本，并配备了30发可拆卸式彈匣，而且CS/LS3的全自动图示也是6发子弹（HK的所有版本的全自动图示均为7发子弹）。唯一的外表不同是手槍握把的商标与CS/LS3于機匣頂部整合的MIL-STD-1913戰術導軌（MP5需要藉由專用連接裝置和適配器；NR-08并沒有说明，推断与MP5相同），其余的结构与MP5和NR-08都几乎一样。但其性能能否媲美H&K原廠的MP5則仍然是未知之數。
CS/LS3亦具有四种不同的射击模式，快慢机次序为：全自动、三點發、半自动和保险。槍管前端亦被三叉型槍口装置从枪口外围包覆，该三叉型枪口装置可用于装上消聲器令其成为「微声冲锋枪」。

## 使用國
- 中华人民共和国
  - 广西壮族自治区公安特警队[1]

## 資料來源
1. ↑  .   [2015-03-15]. （原始内容存档于2013-05-07）.

## 外部連結
- （英文）—Chinese Military Review—Chinese CS/LS3 9 mm Submachine Gun（页面存档备份，存于）